# L'Epée
L'Epée är en bergstopp i Schweiz.   Den ligger i distriktet Entremont och kantonen Valais, i den södra delen av landet, 110 km söder om huvudstaden Bern. Toppen på L'Epée är 3 605 meter över havet.
Terrängen runt L'Epée är huvudsakligen mycket bergig. Närmaste större samhälle är Bagnes, 14,8 km norr om L'Epée. 
Trakten runt L'Epée består i huvudsak av gräsmarker. Runt L'Epée är det ganska glesbefolkat, med 34 invånare per kvadratkilometer.